# Via Domitia

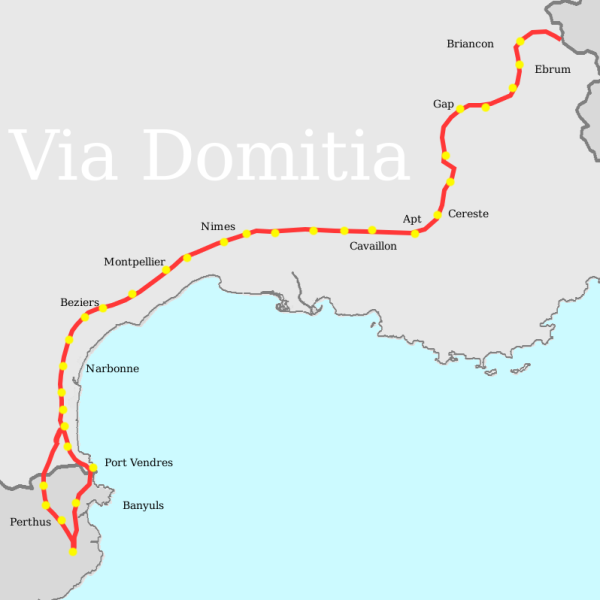
Karte der Via Domitia

Die Via Domitia war die erste Römerstraße, die in Gallien gebaut wurde. Sie wurde wahrscheinlich zwischen 122 und 118 v. Chr. vom Prokonsul Gnaeus Domitius Ahenobarbus in Auftrag gegeben und dann auch nach ihm benannt.

## Verlauf und Material
Die Via Domitia verband Italien mit Spanien auf dem Landweg. Sie überquerte die Alpen am Col de Montgenèvre (1850 m), folgte dem Tal der Durance, überquerte die Rhône bei Beaucaire und folgte schließlich der Küste des Mittelmeeres bis zu den Pyrenäen. Die Straße verlief fast geradlinig auf festem Untergrund. In den Städten, die sie durchquerte, bestand sie aus Kopfsteinpflaster oder Bodenplatten, außerhalb aus gestampfter Erde auf Schichten aus Kies oder Schotter. An den Ortseingängen durchquerte sie üblicherweise eine Umwallung durch ein Tor oder einen Triumphbogen, so wie in Nîmes mit der Porte d’Auguste oder in Glanum mit dem Arc de Triomphe.
Im Jahr 118 v. Chr. wurde an der Via Domitia Narbonne (als Colonia Narbo Martius) gegründet, von wo aus im selben Jahr der Bau der Via Aquitania begonnen wurde, die nach Westen über Toulouse und Bordeaux Richtung Atlantischer Ozean führte. Dem Verlauf der Via Domitia und der Via Aquitana folgt in weiten Strecken die in Arles beginnende Via Tolosana, die südlichste Strecke des Jakobsweges.

## Städte
Städte an der Via Domitia waren:
- Susa (Segusio),
- Briançon (Brigantio),
- Gap (Vapincum),
- Embrun (Eburodunum),
- Sisteron (Segustero),
- Apt (Apta Iulia),
- Cavaillon (Cabellio),

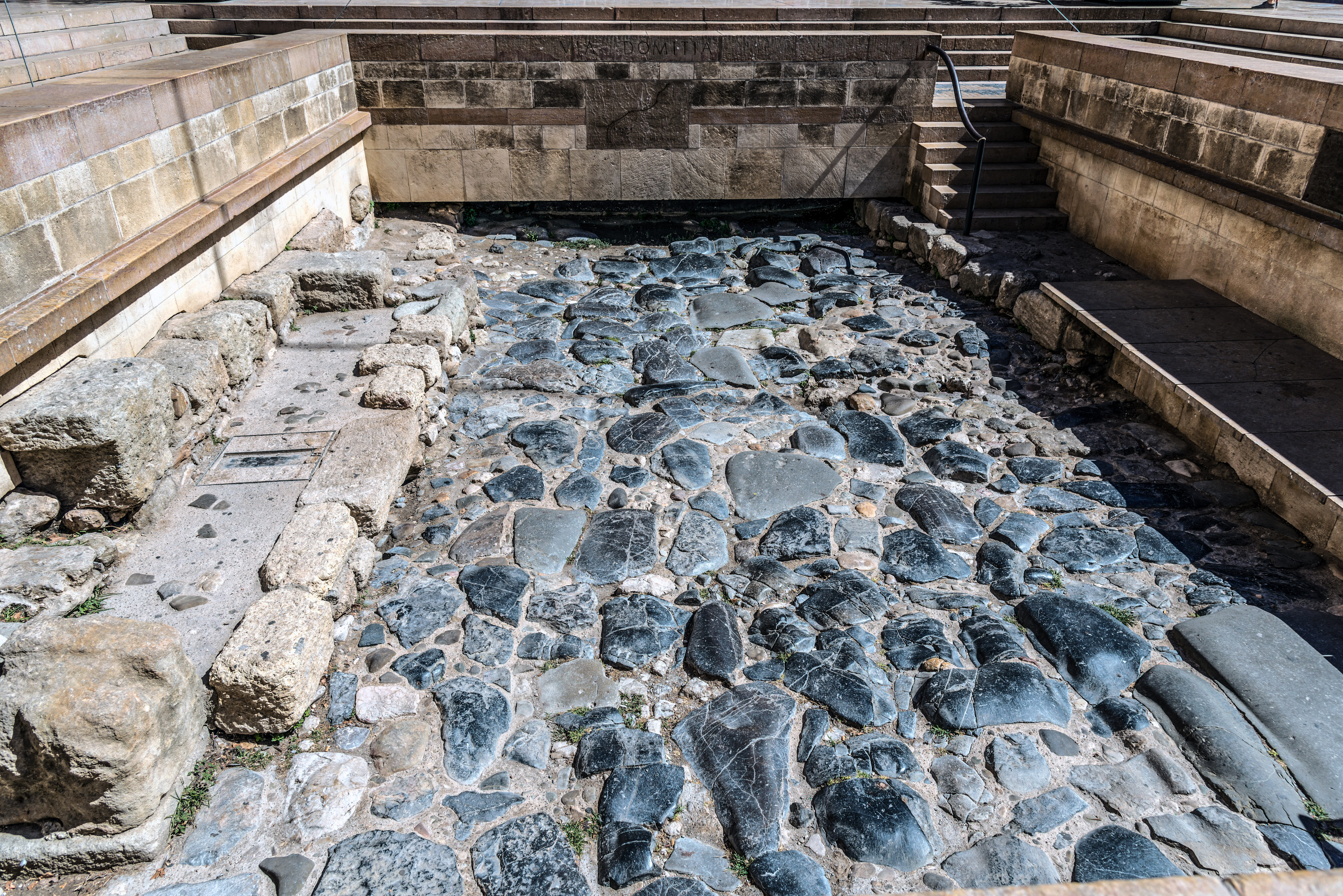
Via Domitia vor dem Rathaus in Narbonne

- Tarascon – Beaucaire (Ugernum) als Übergang über die Rhone (Rhodanus),
- Nîmes (Nemausus),
- Béziers (Baeterris),
- Narbonne (Narbo Martius).

## Brücken
Römerbrücken der Via Domitia:
- Römerbrücke von Saint-Thibéry (bei Béziers)
- Pont Ambroix
- Pont Julien
- Pont Serme